# Дворска капија
Дворска капија у Петроварадинској тврђави, налази се у оси југоисточног бастионог фронта, између бастиона Св. Леополда и Св. Иноћентија, на улазу у потерну-тунел кроз куртину и кавалир. Овај део комплекса настао је у првој фази изградње бастионе тврђаве, у последњој деценији 17. и у првој деценији 18. века.

## Архитектура
Фасада капије је обликована у барокно-класицистичком стилу, изграђена од камених квадера, са средишњим лучно завршеним отвором. Поље изнад оквира портала завршено је истакнутим профилисаним венцем који носи троугаони тимпанон, у чијој су оси постављени стилизовани камени украси са квадратном базом и завршетком у виду кугле.
У унутрашњости капије, у отпорницима тунела налазе се по две полукружно засвођене плитке нише и са десне стране, иза портал капије је улаз у подземну минску галерију. Тунел је приближно у дужини од 55m, просечне ширине 5m, засвођен је полуобличастим сводом, висине просечно 4,7m. У горњој половини трасе тунела је улаз у казамат Иноћентијевог бастиона.